# Coprophilus striatulus

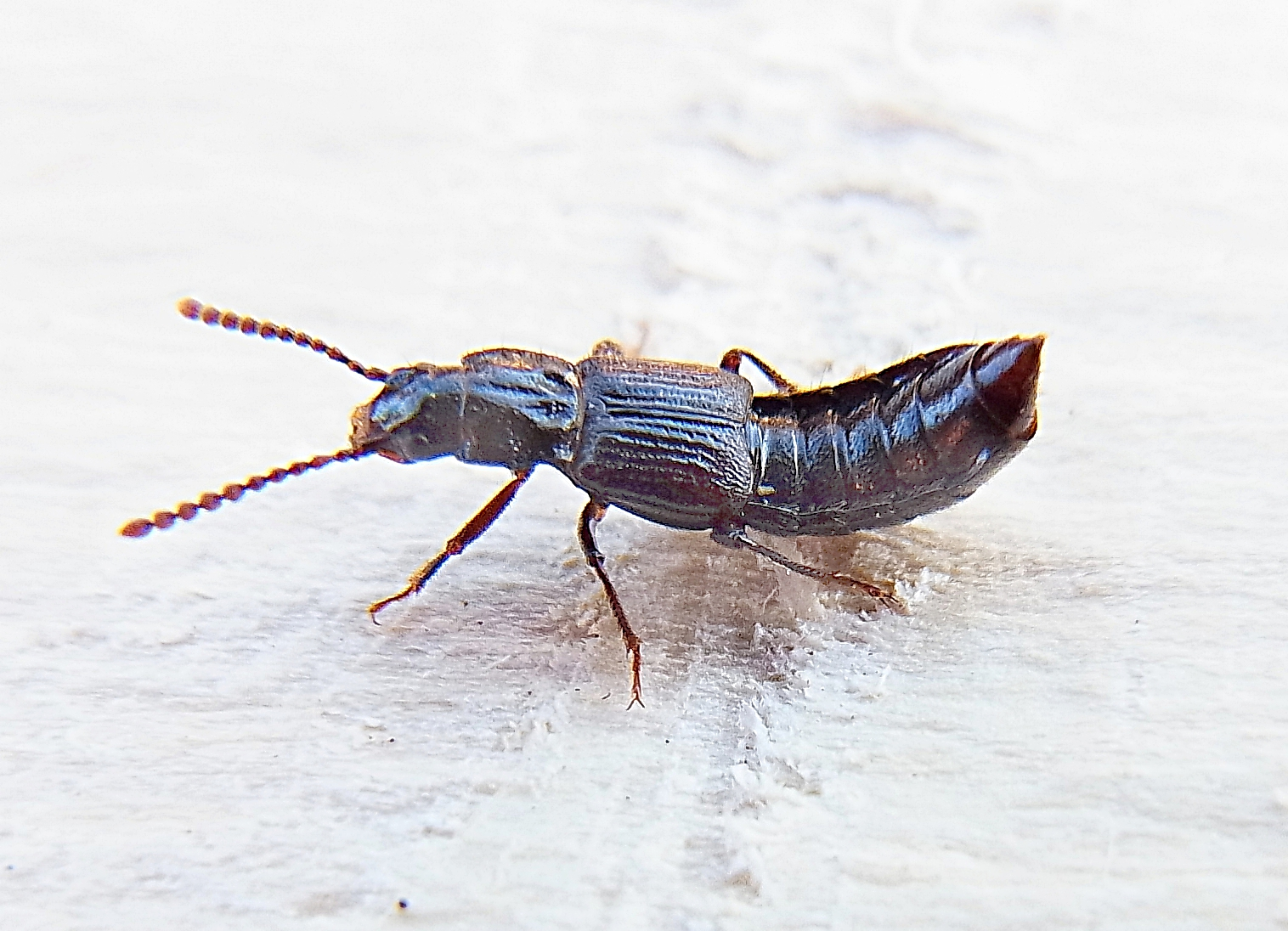
Coprophilus striatulus

Coprophilus striatulus ist ein Käfer aus der Familie der Kurzflügler (Staphylinidae).

## Merkmale
Die Käfer erreichen eine Körperlänge von 5 bis 7 Millimeter. Ihr Körper ist braunschwarz gefärbt, die Fühler, Palpen und Beine sind braunrot gefärbt. Kopf und Halsschild sind fein punktförmig strukturiert, der Halsschild ist flach, leicht herzförmig und hat einen aufgebogenen Rand, der leicht gekerbt ist.

## Vorkommen und Lebensweise
Die Art kommt in Mitteleuropa, dem südlichen Nordeuropa und dem nördlichen Südeuropa, sowie in Nordamerika vor. Die südliche Verbreitung umfasst das gesamte Frankreich, die Schweiz, Italien vom Südhang der Alpen bis nach Emilia-Romagna und in die Toskana und den nördlichen Teil der Balkanhalbinsel bis Bosnien und Herzegowina. Die nördliche Verbreitung umfasst die Britischen Inseln, Dänemark sowie den Süden Norwegens, Schwedens und Finnlands. In Mitteleuropa ist die Art im Flachland bis in niedrige Berglagen und Täler zu finden und ist häufig anzutreffen.
Die Larven sind von August an, den Herbst und Winter hindurch bis ins Frühjahr, vereinzelt bis Mai und Juni unter faulendem Pflanzenmaterial und Kompost, insbesondere an faulenden Rüben, aber auch unter feuchter Rinde von Laubbäumen zu finden. Im Winter treten sie häufig in Kellern an faulenden Vorräten (Kartoffeln etc.), in Ställen und Spreu sowie in Maulwurfsnestern auf. Die Entwicklung zum adulten Tier ist in der Regel im Frühjahr abgeschlossen, nicht selten findet man die Tiere dann beim Schwärmen abends an Hausmauern.